# 小行星34892
小行星34892（34892 Evapalisa）是一颗绕太阳运转的小行星，为主小行星带小行星。该小行星于2001年11月发现。

## 轨道参数
小行星34892的轨道半长轴为384 503 999 km（2.5702139 UA），离心率为0.28。